# Kościół Wysp Owczych

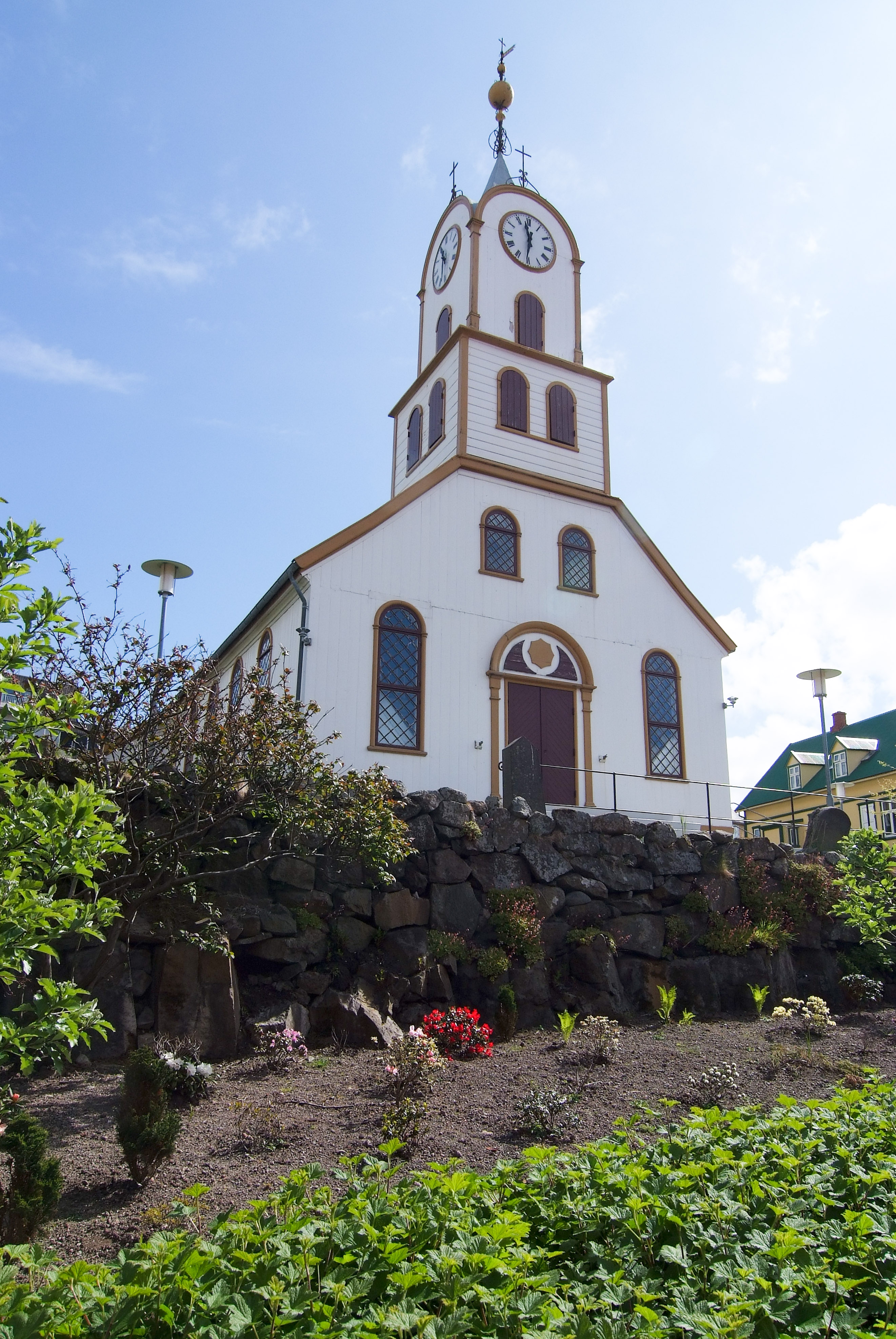
Havnar Kirkja

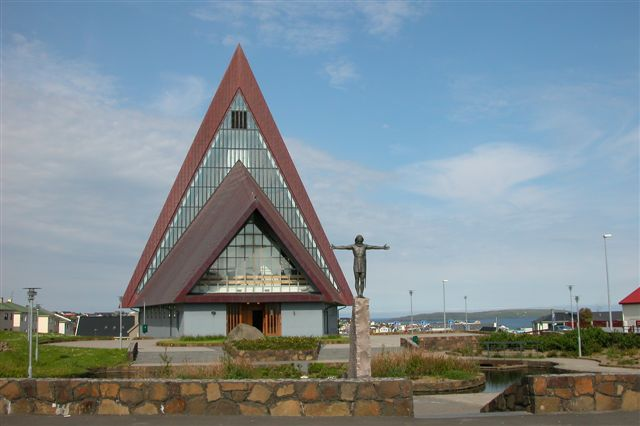
Vesturkirkjan w Thorshavn

Kościół Wysp Owczych (far. Fólkakirkjan) – Kościół luterański, będący narodowym Kościołem Wysp Owczych. Do 29 lipca 2007 był diecezją Kościoła Danii, po uzyskaniu niezależności stał się najmniejszym na świecie luterańskim Kościołem narodowym. Zrzesza około 85% populacji wysp.

## Historia
W wyniku Reformacji na Wyspach Owczych, w 1540 ze swojego stanowiska został usunięty ostatni rzymskokatolicki biskup farerski. Jego protestancki zastępca pełnił urząd tylko przez kilka lat, następnie również wyjechał, a głównym reprezentantem Kościoła na archipelagu został dziekan, pod zwierzchnictwem biskupa Zelandii.
Nurt ortodoksyjny luteranizmu, reprezentowany przez biskupa Jespera Brochmanda, miał na wyspach szczególnie mocną pozycję i przetrwał dłużej niż w pozostałej części Królestwa.
Po 1856 rozpoczął się okres gwałtownego rozwoju gospodarczego i społecznego Wysp Owczych. Odrodzenie kultury ich mieszkańców doprowadziło również do zmian w kościele. Język farerski uzyskał status równorzędnego z duńskim i wprowadzony jako język śpiewania hymnów i głoszenia kazań na przełomie 1924 i 1925. W 1930 dopuszczono go również podczas chrztu oraz obrzędów, takich jak zawarcie małżeństwa czy pogrzeb. W I połowie XX wieku dziekan Jákup Dahl przetłumaczył Nowy Testament z greckiego na język farerski, wydany w 1937. Dziekan dokonał również tłumaczenia Psalmów ze Starego Testamentu, a po jego śmierci w 1944 wikariusz Kristian Osvald Viderø kontynuował tłumaczenie z języka hebrajskiego dalszej części. Autoryzowana, farerska edycja Biblii została opublikowana w 1961. Dwa lata później wydano pierwszy śpiewnik, wtedy też dziekan wysp został mianowany zastępcą biskupa. Pierwsza kobieta została wybrana na wikariusza w 1977, a w 1990 powstała niezależna diecezja Kościoła Danii na Wyspach Owczych z własnym biskupem na czele. W dniu narodowego święta Ólavsøka, 29 lipca 2007 powstał, niezależny od duńskiego, Kościół Wysp Owczych.

## Znani duchowni
- Jákup Dahl - tłumacz Biblii na język farerski
- Lucas Debes - wydawca pierwszej książki o archipelagu
- Venceslaus Ulricus Hammershaimb - twórca nowoczesnej gramatyki farerskiej
- Fríðrikur Petersen - poeta oraz polityk
- Kristian Osvald Viderø - teolog, kontynuator tłumaczenia Jákupa Dahla.